# 시미즈 히데히코
시미즈 히데히코(일본어: 清水 秀彦, 1954년 11월 4일 ~ )는 일본의 전 축구 선수, 감독이다.

## 구단 경력
1977년부터 1988년까지 닛산 자동차에서 뛰었다. 1983년, 1985년에 천황배 우승을 차지하였다.

## 지도자 경력
은퇴 후에는 닛산 자동차(요코하마 마리노스)의 코치를 거쳐, 1991년부터 1994년까지 감독을 맡았다. 1996년 아비스파 후쿠오카의 감독으로 취임하였다. 1998년부터 2003년까지 교토 퍼플 상가와 베갈타 센다이에서 감독을 맡았다.